# Guerre romano-barbare en Hispanie (416-418)
 (juin 2024).
La mise en forme du texte ne suit pas les recommandations de Wikipédia : il faut le « wikifier ».
Les points d'amélioration suivants sont les cas les plus fréquents. Le détail des points à revoir est peut-être précisé sur la page de discussion.
- Les titres sont pré-formatés par le logiciel. Ils ne sont ni en capitales, ni en gras.
- Le texte ne doit pas être écrit en capitales (les noms de famille non plus), ni en gras, ni en italique, ni en « petit »…
- Le gras n'est utilisé que pour surligner le titre de l'article dans l'introduction, une seule fois.
- L'italique est rarement utilisé : mots en langue étrangère, titres d'œuvres, noms de bateaux, etc.
- Les citations ne sont pas en italique mais en corps de texte normal. Elles sont entourées par des guillemets français : « et ».
- Les listes à puces sont à éviter, des paragraphes rédigés étant largement préférés. Les tableaux sont à réserver à la présentation de données structurées (résultats, etc.).
- Les appels de note de bas de page (petits chiffres en exposant, introduits par l'outil «  Source ») sont à placer entre la fin de phrase et le point final[comme ça].
- Les liens internes (vers d'autres articles de Wikipédia) sont à choisir avec parcimonie. Créez des liens vers des articles approfondissant le sujet. Les termes génériques sans rapport avec le sujet sont à éviter, ainsi que les répétitions de liens vers un même terme.
- Les liens externes sont à placer uniquement dans une section « Liens externes », à la fin de l'article. Ces liens sont à choisir avec parcimonie suivant les règles définies. Si un lien sert de source à l'article, son insertion dans le texte est à faire par les notes de bas de page.
- La présentation des références doit suivre les conventions bibliographiques. Il est recommandé d'utiliser les modèles {{Ouvrage}}, {{Chapitre}}, {{Article}}, {{Lien web}} et/ou {{Bibliographie}}. Le mode d'édition visuel peut mettre en forme automatiquement les références.
- Insérer une infobox (cadre d'informations à droite) n'est pas obligatoire pour parachever la mise en page.

Pour une aide détaillée, merci de consulter Aide:Wikification.
Si vous pensez que ces points ont été résolus, vous pouvez retirer ce bandeau et améliorer la mise en forme d'un autre article.
La guerre romano-barbare en Hispanie était une opération militaire opérée par les Wisigoths et commandée par l'Empire romain d'Occident. Cette opération consistait en plusieurs campagnes qui se déroulèrent entre 416 et 418 et furent dirigées contre les Vandales et les Alains pour restaurer le pouvoir romain dans les provinces espagnoles de Bétique, Lusitanie et Cartaginense. Pour autant que l'on sache, l'armée de campagne romaine n'a pas été impliquée dans les batailles, seules les unités de fédérés ont combattu aux côtés des Romains. Selon Thompson, les Hasdings de Gallicie ont joué un rôle douteux dans cette guerre.

## Sources
L'histoire de cette guerre est brièvement transmise, la source principale étant Hydatius (400-469), évêque de Chaves. Sans ses Chroniques, aucune histoire de l'Espagne n'aurait été connue au Ve siècle. Un autre contemporain est Orose (375-420). On peut également citer Sidoine Apollinaire (430-486), la Chronique gauloise anonyme de 452 et Isidore de Séville (560-636) qui sont des sources utiles. D'éminents historiens tels que Edward A. Thompson et BP Bachrach ont également écrit des ouvrages sur cette période.
Les grandes lignes des événements sont connues. Après trois années de guerre, les Wisigoths renversèrent les ennemis de Rome en Espagne et les détruisirent presque. Frédébal, le roi des Sillings, fut capturé et Addac, le roi des Alains de Lusitanie, fut tué. Gundéric, le roi des Hasdings de Gallicie, a eu de la chance, car ils n'ont pas été attaqués par les Wisigoths. Malheureusement, la raison n’a pas été rapportée et la réponse a été fournie par des historiens ultérieurs. Selon Thompson, Gundéric fut accepté par l'empereur comme allié et ce furent ses troupes qui portèrent un coup dur aux Alains de la Carthaginensis. À ce moment-là, Constance pensa que c'était suffisant et intervint, il força les Wisigoths à arrêter leur campagne et ils durent quitter l'Espagne.

## Contexte

### L'incursion des Vandales, des Suèves et des Alains

Reconstruction du sac de la Gaule 407-409, d'après Peter Heather (2005)

Le 31 décembre 405/406, une coalition de peuples barbares (Alains, Vandales : Hasdings et Sillings et Suèves) franchit la frontière romaine sur le Rhin et envahit la Gaule, événement connu sous le nom de Passage du Rhin de 406. Dans leur sillage, une traînée de destruction est apparue. Peu de temps après, l'armée britannique rebelle sous la direction de Constantin III traverse le canal. Grâce à un mélange de combats et de diplomatie, l'usurpateur britannique stabilise la situation et établit son contrôle sur la Gaule et l'Hispanie (l'Espagne et le Portugal modernes). De plus, il n'avait pas grand-chose à craindre de l'armée de campagne impériale qui avait été en grande partie retirée à cause de la guerre de Radagaise.
Constantin a réussi à parvenir à un accord avec les Alains et les Vandales, ce qui lui a permis d'établir son autorité, tandis que les Alains et les Vandales pouvaient à leur tour garantir leurs propres intérêts. Il réussit également à persuader une partie des Alains menés par leur roi Goar de combattre à du côté des R.  À partir de ces barbares, Constantin créa un régiment appelé les Honoriens . auquel il confia pour mission de garder les cols des Pyrénées. En 409, le général de Constantin III Gérontius se révolta contre lui en Espagne et les régiments des Alains furent retirés des Pyrénées, permettant aux Alains et aux Vandales d'entrer sans problème dans la péninsule ibérique.

### L'arrivée des barbares en Espagne
En octobre 409, des bandes armées de Vandales, d'Alains et de Suèves arrivent en Espagne, où elles pillent. Les Romains n’y pouvaient pas grand-chose. La plupart des unités de l'armée de Constantin se trouvaient dans la province de Tarragonensis où elles furent déployées dans la guerre contre le général rebelle Gérontius.
Les Hispano-Romains, comme leurs concitoyens des Gaules, semblent n'avoir fait aucun effort pour lutter contre les étrangers ; ils rejoignirent plutôt les villes fortifiées, les villages et les castra dans l'espoir que les Alains et les Vandales passeraient à autre chose. Les intrus ne semblent pas avoir tenté de s'emparer des places fortifiées. Les habitants, même s'ils ne pouvaient s'aventurer dans la campagne qu'avec quelques risques, trouvèrent les champs dépourvus de nourriture. Dans certaines régions, la famine est apparue, les contemporains rapportent qu'il n'était pas rare qu'une mère mange ses propres enfants.

### La division de l'Espagne
En 411, Gérontius, prenant toutes ses forces armées, quitta l'Espagne pour combattre Constantin. Les nouveaux venus ont comblé ce vide de pouvoir et ont décidé de prendre possession des terres et de les partager entre eux. Les Alains constituaient le groupe le plus important et possédaient les provinces de Lusitania et de Tarraconenses, les Vandales Sillings reçurent la Bétique, tandis que les Vandales Hasdings et les Suèves se partagèrent la plus petite province de Gallicie.
Avec les propriétaires terriens hispano-romains, ils conclurent un accord de répartition des terres basé sur l'hospitalité, c'est-à-dire que les Alains et autres envahisseurs devinrent les invités des propriétaires fonciers romains et reçurent une part importante des revenus de leurs domaines. En échange de ces revenus, les invités « protégeaient » leurs hôtes des voleurs et des pilleurs. Ils fondèrent également leurs propres colonies. Ces arrangements semblent avoir temporairement ramené la paix en Espagne.
L'armée impériale d'Honorius se trouvait à distance en Italie, où elle devait, après la guerre contre Radagaise, contenir les Wisigoths. Après le sac de Rome en 410, ils se trouvaient au sud et se dirigeaient désormais vers le nord. De plus, l'armée devait protéger la préfecture italienne des usurpateurs Constantin III, Jovin et Héraclien. Ce n'est qu'après que Constance III, commandant en chef de l'armée d'Honorius, ait neutralisé ces menaces et fait la paix avec les Wisigoths en 415, que les Romains ont rassemblé les troupes qui pourraient manquer pour déployer les envahisseurs.  Cependant, cette capacité restait limitée, car les guerres en cours avaient réduit de moitié l’armée romaine depuis 395. 

### L'alliance avec les Wisigoths
L’Empire romain d’Occident était en guerre contre les Wisigoths depuis 410, même s’il y eut des périodes de coopération. Elle disposait tout simplement de trop peu d'hommes pour vaincre les Wisigoths, mais au contraire, les soldats wisigoths étaient également indispensables à la défense de l'empire contre ses ennemis.
En 414, Athaulf, roi des Wisigoths, épousa Galla Placidia, la fille de l'empereur Théodose (379-395). Après la conclusion de ce mariage, les relations avec les Romains furent à nouveau perturbées par le général Constance d'Honorius (qui deviendra plus tard l'empereur Constance III), et qui avait procédé au blocage des ports méditerranéens de la Gaule. En réponse à cela, Athaulf proclama Priscus Attale empereur de Bordeaux en 414. Mais le blocus maritime de Constance réussit et en 415, Athaulf échangea le sud de la France contre le nord de l'Espagne. Attale s'enfuit, tomba aux mains de Constance et fut exilé sur l'île de Lipari.
Athaulf traversa les Pyrénées et installa sa cour à Barcino (actuelle Barcelone ) dans la Tarraconensis. Néanmoins, l'arrivée en Espagne s'est déroulée pacifiquement, Athaulf n'a rencontré aucune opposition. Non confirmé par les sources, il semble qu’Athaulf et Constance soient parvenus à un accord. L'entrée pacifique à Barcelone, ainsi que l'arrestation d'Attale, semblent refléter cela, apparemment basé sur le désir des Wisigoths de coexistence pacifique avec les Romains et celui de l'Empire romain d'utiliser le pouvoir des Goths pour combattre les autres tribus. qui avait migré vers l'intérieur de l'Espagne des années plus tôt.

## La guerre en Espagne
Après s'être partagé l'Espagne, les Alains et les Vandales, qui espéraient recevoir des Romains le statut de fédérés, adressèrent une demande à l'empereur Honorius. En échange de la paix, ils proposèrent de se battre pour l'empire en tant qu'alliés et, pour montrer leur bonne volonté, ils étaient prêts à donner des otages. Cependant, sur les conseils de son commandant en chef de l'armée Constance, l'empereur rejeta cette demande, à l'exception de celle des Hasdings.  Honorius et son entourage a choisi de soumettre les barbares en Espagne, en appliquant la méthode diviser pour mieux régner. Il voulait les affaiblir. Pour réaliser ce projet, les Wisigoths, avec lesquels il avait récemment conclu un nouveau traité de paix, constituaient son principal atout.

### Le statut des Hasdings dans le conflit
En Espagne, les Alains étaient divisés en deux groupes principaux : un groupe dirigé par Respendial était situé dans la province de Cartaginensis et un groupe sous la direction d'Addac en Lusitanie. Les Vandales étaient également divisés en deux groupes ; les Sillings et les Hasdings, avec cependant cette différence qu'elles étaient connues depuis bien plus longtemps (à partir du IIe siècle) comme associations tribales distinctes. Les Sillings étaient situés dans la province méridionale de la Bétique et les Hasdings dans le nord de la Gallicie.
Dans le plan d'attaque d'Honorius visant à restaurer l'autorité romaine dans les provinces espagnoles, les Hasdings se sont vu confier une tâche particulière à accomplir. Il ne chargea pas les Wisigoths de la reconquête de la province de Cartaginensis mais ordonna aux Hasdings de le faire. Avant même que les Wisigoths n'agissent, les Hasdings, sous la direction de leur roi Gundéric, se sont affrontés aux Alains de Respendial et les ont vaincus dans une bataille qui a probablement eu lieu près des villes de Toletum et Consabura. Les vaincus durent se placer sous l'autorité de Gundéric et quitter la Cartaginensis.

### La campagne wisigothique
Au milieu de l'année 416, l'armée wisigothique quitta Barcino (Barcelone) et commença sa campagne contre les Sillings. Ils avaient un ressentiment particulier contre ce peuple, car les Sillings avaient profité de la pénurie alimentaire chez les Wisigoths les années précédentes et leur avaient vendu leur blé à des prix exorbitants.  On ne sait pas quelle était la taille de l'armée des Wisigoths, mais elle était probablement d'environ 10 000 hommes. À l'exception de Wallia, aucun nom du commandement romain n'a été transmis, cela pourrait indiquer que Wallia détenait lui-même le commandement suprême. La campagne les conduisit le long de la côte vers la province de Bétique, que les Sillings s'étaient appropriée. Les sources ne mentionnent pas comment s'est déroulé le voyage, on soupçonne que les Wisigoths ont été transportés par voie maritime à bord de navires de la marine impériale. 
Au sud de la Bétique, les Wisigoths débarquèrent et attaquèrent bientôt les Sillings. Après une série de courtes batailles qui se terminaient habituellement par des résultats indécis, Wallia réussit à capturer leur roi Frédébal.  </ref> Une bataille décisive entre les deux armées eut lieu près de « l'ouest de Calpe » (Carteia) où les Wisigoths infligèrent une défaite importante aux Sillings.  Ces derniers ont fui vers le nord avec leurs familles, où ils ont cherché refuge chez les Hasdings.
La prochaine cible des Wisigoths était les Alains d'Addac. Les Wisigoths avancèrent vers le nord et pénétrèrent sur leur territoire. À Mérida, la capitale de la Lusitanie, ils furent accueillis par l'armée d'Alains avec le roi Addac à sa tête. Dans la bataille qui a eu lieu près de la ville, l'armée d'Alains a été vaincue et son roi a été tué dans la bataille. Tout comme les autres Alains et Sillings l'avaient fait, les survivants ont choisi de fuir vers le territoire des Hasdings pour les rejoindre, et ce, sans se nommer de nouveaux chefs. 

### Fin de la guerre

Restauration de l'Empire romain d'Occident en 418 après la guerre des Wisigoths contre les barbares d'Espagne.

Les Goths n'ont arrêté de se battre que lorsque Constance leur a ordonné de le faire. Ses raisons ont donné lieu à de nombreuses spéculations. La plupart de ces spéculations ont tenté d'expliquer l'action de Constance en se référant à l'état des choses en Gaule. En outre, de nombreux historiens sont dominés par la conviction que les autorités impériales n'avaient apparemment aucune objection à la présence des barbares tant que la structure administrative romaine était maintenue, et que cette dernière était désormais satisfaite. Les Goths avaient dépouillé la Bétique et la Lusitanie de leurs habitants vandales et alains.
Maintenant que le but de la guerre était atteint, après la défaite des Alains en 418, Constance ordonna aux Goths d'arrêter la campagne et de se rendre en Gaule où ils reçurent une zone d'implantation dans la province d'Aquitaine. Cela signifiait qu'aucune guerre n'était menée contre les barbares restés en Gallicie. L'empire a poursuivi son accord d'alliance avec les Hasdings, tandis que les Suèves ont finalement été laissés seuls.
Lorsque les « ennemis » furent maîtrisés, Gundéric domina tous les Vandales et les Alains restants en Espagne.
Grâce à l'issue de cette guerre, l'empereur romain Honorius avait réussi à récupérer ses provinces démembrées en 407 et à y rétablir le gouvernement impérial. Pour l'année 420, il existe des preuves de l'existence d'un gouverneur pour l'Hispanie et celle-ci disposait également de sa propre armée de campagne.  Néanmoins, la paix fut de courte durée, le roi vandale Gundéric considérait déjà sa force militaire suffisamment forte deux ans après la guerre pour étendre son territoire aux dépens des Suèves. En 421, son armée quitta la Gallicie montagneuse et se dirigea vers le sud, où elle captura la Bétique et vainquit l'armée de campagne romaine.

## Sources primaires
- Orose
- Zosime, écrivain d'histoire grecque, "Historia Nova"
- Sozomène
- Prosper
- Marcellin
- Chronica Gallica de 452
- Olympiodore de Thèbes, Histoires (seulement un résumé de cet ouvrage du Xe siècle par Photios Ier de Constantinople )